# 福安街道
福安街道，是中华人民共和国吉林省吉林市磐石市下辖的一个乡镇级行政单位。

## 行政区划
福安街道下辖以下地区：
福安村、双发村、磨盘山村、光辉村、红土村、七个顶子村、新建村、东纸房村、北蚂蚁村、曙光村、佟家村和东兴立村。